# ロックマン&フォルテ (漫画)
『ロックマン&フォルテ』（ロックマン アンド フォルテ）は、出月こーじによる日本の漫画作品。

## 概要
アクションゲームである『ロックマン&フォルテ』を原作として、『コミックボンボン』（講談社）1998年4月号から1999年1月号まで連載された。単行本は全2巻。
前作『ロックマン8』の続編としての形を取り、ゲーム版の物語をアレンジしつつ展開された、出月版ロックマンでは2作目の連載作品。
単行本2巻の後書きでも述べられているが、終盤は打ち切りを食らった格好で物語が端折られてしまったため、前作とは対照的に連載分だけでは単行本のページ数が不足するため、2巻には『ロックマンバーニングショット』、『ありがとうロックマン』、『おのれロックマン』の3本の短編が併せて収録されている。

## 登場キャラクター

### メインキャラクター
ロックマン
Dr.ワイリーとの幾度にも渡る戦いを繰り広げ、その野望を食い止め続けてきた英雄だが、一方でその優しき性格ゆえに同じロボットを傷つけ破壊してきた自らの行為に思い悩む。
ロボットたちの独立国家建設を目論み人類抹殺を標榜する新たな強敵キングを迎え撃つべく、最大のライバルであったフォルテと手を組むことになる。
フォルテ
Dr.ワイリー製作の戦闘用ロボットで世界最強を自負する。
世界の新たな支配者として現れたキングの存在を快く思わず、ロックマンと一旦休戦して手を組みキング軍団に立ち向かう。
頭に血が上り易い性格だが決して浅慮と言う訳ではなく、テングマンやパイレーツマンとの戦いなどでは敵の性格や武器の特性を理解し頭脳的な戦いぶりを見せる。
Dr.ライト
ロックマンを製作した科学者。自らの意思で反乱を起こしたキングとロックとの戦いに心を痛めつつも、そのサポートに回る。
Dr.ワイリー
フォルテを製作した科学者。9度目の世界征服計画を目指して準備を進めていた際、キングによって基地と配下のロボットたちを強奪され追い出されてしまう。その報復のため、ライバルであるライトと手を結びフォルテを焚き付けてキング軍団に対抗しようと目論んだ。

### キング一味
キング
金色の甲冑に身を包んだロボット王。ロボットが人間の支配下に置かれ彼らの利益のためにしか利用されていない現状を憂い、ロボットが本当に自由に住み暮せる世界の創造を目標に掲げ、手始めにワイリーの基地を制圧するとそこを拠点に人類に対して叛旗を翻した。
あらゆる物を切り裂く大斧と強固な防御力を誇る楯を持ち、その戦闘能力はまさに王の名に相応しく強大なもので、ロックマンの兄であるブルースやライバルであるフォルテでさえも退け、ロックマン自身も一度は機能停止にまで追い込まれる。
その正体はDr.ワイリーが最強のロボットを目指して製作に着手しながら、製作に於けるコストと時間の問題から放置されていた未完成のロボットであり、キングは自らの意思で自分を完成させると長きに渡って人間たちの姿を観察し続け、ロボットを道具としてしか扱わない傲慢な姿に憎悪を覚えるようになっていく。
しかし最後の戦いの最中、意識を失いながらも仲間を信じて待ち続けていたロックマン、そしてそのロックマンの思いに応えるかのように不発弾に乗ってロックマンとの対決の場に赴き、ロックマンに補給エネルギーを手渡したライトやロールらの姿に感銘を受け敗北を認めるに至る。
コールドマン
キング率いるキングナンバーズの一員で冷気を操る冷蔵庫型ロボット。超高度気候観測所スカイマークタワーを制圧し、真夏の街で大寒波を引き起こす。
攻防一体の氷壁アイスウォールを操りロックマンに攻撃を仕掛けるが、飛び道具では有効なダメージを与えるに至らず直接自らの体内に取り込み凍て付かせようとした所で、内部から攻撃され敗北した。
その後はワイリーによって実験用の大型冷蔵庫として改造され、ライトットの部屋に設置された。
作者である出月がデザインしたボスの一体。
グランドマン
都市部の地下を掘り進み地盤沈下を引き起こすことで街を破壊する作戦を遂行していたキングナンバーズの一人。何故か片言の口調で話す。
街の異変を聞きつけ駆けつけてきたロックマンと、ワイリーに焚き付けられ攻め込んできたフォルテの二人を地下で迎え撃ち、巨大なドリルを持つサポートメカとの連携で彼らとも互角に渡り合うが、サポートメカとの同士討ちを誘われて敗れ去った。
岩本佳浩によってデザインされたボス。
アストロマン
前作である『ロックマン8』から引き続き登場したDr.ワイリーの戦闘用ロボット。その臆病な性格をキングに利用され、キング怖さに再びロックマンの前に立ち塞がる。
その戦闘力自体は以前より向上しており自ら作り出した異空間の中で優位に戦いを進めるも、信念を以ってキングに立ち向かおうとしているロックマンには歯が立たず再び戦意喪失に追い込まれる。
その後、同じくキング軍団に寝返っていたテングマンに「腰抜け」呼ばわりされた挙句攻撃されて逃亡するが、テングマンを破ったものの力尽きて墜落してしまったロックマンから救う活躍も見せた。
テングマン
前作『ロックマン8』にも登場したDr.ワイリーの戦闘用ロボット。一度はロックマンに敗れる者のキングの手で強化再生を遂げ、アストロマンに勝利したロックマンの前に姿を現した。
強力な真空波を生み出すテングブレードを操りメットールを庇い身動きの取れないロックマンを一方的に攻撃するが、途中で割って入ってきたゴスペルブースト形態のフォルテと激しい空中戦を演じることとなる。スピードでこそフォルテを圧倒したテングマンだが、高飛車で図に乗り易い性格を利用され空気の薄い成層圏まで誘き出され、テングブレードの威力が弱まったところを今度は一方的に攻撃される破目になる。
しかしまさに止めを刺されようとしたタイミングでエネルギー切れを起こしたフォルテは自滅同然に落下。崩壊する基地の中で再びロックマンと対峙することになる。翼こそ折れはしたが飛行能力を持つテングマンは余裕綽々だったが、自ら雑魚と蔑んだメットールの思わぬ攻撃に憤慨した隙にロックマンのフルチャージショットを浴びて爆死した。
バーナーマン
キングの本拠地で待ち構えていたキングナンバーズの一人。全身から炎を噴き出し、また彼自身も燃え盛る炎の様に激しい性格を持つ。
強力な火炎を全身に纏いロックマンに攻撃を仕掛けるが、アイスウォールで炎を消され怯んだ所にバスター攻撃を浴びて敗退した。
デザインは有賀ヒトシの手による。
ダイナモマン
キングの基地に攻め込んできたフォルテをマジックマン、パイレーツマンと共に迎え撃つ。
他二人と連携して戦い、強力な放電攻撃ライトニングボルトで止めを刺したと思った瞬間、フォルテの拳でボディを貫かれ内部から放たれたバスター連射によって爆発四散した。
デザインは有賀ヒトシの手による。
マジックマン
パイレーツマン、ダイナモマンと共にフォルテを迎え撃ったキングナンバーズで、カードを操り攻撃を仕掛ける。
ダイナモマンがフォルテに破れ激昂して襲い掛かるも、ダイナモマンの身体を貫いたフォルテの光弾を自らも浴びてしまい、そのままダイナモマンと共に爆死する。
岩本佳浩がキャラクターデザインを手掛けた。
パイレーツマン
キングナンバーズでは筆頭格の扱いを受ける海賊型ロボット。ダイナモマン、マジックマンと共にキングの本拠地でフォルテを迎え撃つ。
自らの意思で自在に爆発のタイミングを操作できる機雷リモートマインでフォルテを追い詰めたかに見えたが、爆風を利用して突っ込んできたフォルテの攻撃を躱しきれず、至近距離からバスターを浴びて敗北した。
出月こーじがデザインを手掛けた。

### オリジナルキャラクター
コンピュータ制御用ロボット
巨大な右手に両足が生えたような風貌を持つロボット。コンピュータ制御用に製作されたが、製作元から逃亡しロボット博物館に展示してあったロボットたちを暴走させる。
ロックバスターをも凌ぐ耐久性能と高い攻撃性能も兼ね揃え、駆けつけてきたロックマンとフォルテと交戦状態になるが、彼らの連携の前には歯が立たず破壊された。
マッコール
連邦政府内務大臣で、キングに操られた多くのロボットたちが人類に向けて叛旗を翻したことで、ロボットそのものに疑心暗鬼となる。自分たちを守ってくれているロックマンさえにも疑いの目を向けてしまう。
やがてキングの正確な居場所が判明すると、彼と戦っているロックマンやフォルテをも巻き込んでミサイル攻撃を強行しようとしてライトと対立するが、弾頭を抜いたミサイルに乗ってロックマンの救援に赴いたライトらの姿を見て考えを改め、キングの反乱が終息した後はロボットと人類の真の平和を目指して努力していくことを心に誓った。